# Лойбегг
Лойбегг (нем. Loibegg) — посёлок в Австрии, в федеральной земле Каринтия. 
Входит в состав округа Фёлькермаркт. Население 94 чел.